# Pipunculus zaitzevi
Pipunculus zaitzevi är en tvåvingeart som beskrevs av Kuznetzov 1990. Pipunculus zaitzevi ingår i släktet Pipunculus och familjen ögonflugor.
Artens utbredningsområde är Mongoliet. Inga underarter finns listade i Catalogue of Life.